# ظفر حیات
ظفر حیات (انگلیسی: Zafar Hayat؛ زادهٔ ۳۱ مارس ۱۹۲۷) ورزشکار هاکی روی چمن اهل Pakistani است.